# Zbigniew Herbert
Zbigniew Herbert (Leópolis, Polônia (hoje Ucrânia) ,  29 de outubro de 1924 - em Varsóvia, Polônia, 28 de julho de 1998.) foi um poeta, dramaturgo e ensaísta polonês, integrando na poesia polonesa aquilo que Aleksandar Jovanovic, linguista e tradutor, nomeia como “neovanguarda dos anos 60 e 70” na poesia.  

## Vida e obra
Herbert começa a escrever poesia quando tinha dezessete anos de idade, mas somente poderá publicar muito mais tarde.  
Primeiramente, foi membro da resistência polonesa anti-nazista, época em que seria impossível publicar seus poemas. Durante o período de maior repressão política stalinista na Polônia dos anos de 1950  a censura do regime, possivelmente, não lhe permitiu publicar seus poemas, tendo ficado afastado da vida pública até 1953, quando começa a se dedicar exclusivamente à literatura,  publicado seu primeiro livro Struna światła (Facho de Luz) apenas em 1956, quando atingiu destaque entre os poetas de ponta da sua língua. Ironicamente, Herbert referiu-se a Joseph Stálin como "o grande linguista", devido à forma como este distorcia os sentidos das palavras, ou por sua "corrupção da língua".
Dotado de profunda formação humanística e amigo de Czesław Miłosz, costuma ser citado como um dos grandes autores da literatura contemporânea polaca, junto ao próprio Milosz e da poeta Wislawa Szymborska, ambos vencedores do Nobel de Literatura.
Tendo alcançado posteriormente reconhecimento internacional como grandes escritor e poeta do século XX, em 1962 publica o ensaio que o tornaria famoso em todo o mundo, Um bárbaro no jardim (Barbarzyńca w ogrodzie) e em 1991 foi candidato ao Prêmio Nobel de Literatura .  
Sua poesia joga com a linguagem à moda dos poetas cubistas e, tematicamente, o autor trabalhou com elementos mitológicos, históricos e culturais, tratando a história de forma irônica . 
Em seus ensaios (sobre história e história da arte), as suas avaliações tomam o viés revisionista da mesma forma que esta é um postulado na sua poesia. Herbert alterava a perspectiva histórica, rejeitando a visão dos vencedores. Esta regra é visivelmente exposta em "Labirynt nad morzem" (Um labirinto à beira-mar). O ensaio trata de episódios da história greco-romana, fixando-se em episódios pouco estudados tradicionalmente e mostrando, entre outras coisas, como a política de Péricles, no caso de Samos tornou-se o princípio do fim não só da união das cidades gregas, mas também da democracia ateniense.
Está sepultado no Cemitério de Powązki em Varsóvia.

## Prêmios
- Koscielski Foundation Prize, 1964 - Polônia;
- National Austrian Lenau Prize, 1965;
- Prêmio Herder, 1973 – (Alemanha/ Áustria).

## Obras famosas
- Struna światła (Facho de Luz) apenas em 1956
- Hermes, pies i gwiazda (Hermes, o cachorro e a estrela), 1957.
- Studium przedmiotu (O estudo do objeto), 1961 .
- Barbarzyńca w ogrodzie (Un bárbaro no jardim), 1962  .
- Labirynt nad morzem" (Um labirinto à beira-mar), publicação post mortem (2000).